# Mehmed IV.
Mehmed IV. (2. ledna 1642 – 6. ledna 1693) byl osmanským sultánem v letech 1648–1687.

## Počátek vlády
Sultánem se stal již v šesti letech. Jeho jmenování ukončila léta bouřlivých bratrovražedných bojů mezi jeho předchůdci, kdy například duševně nemocný sultán Mustafa I. byl napřed sesazen, poté opět dosazen, někteří sultáni byli zavražděni, jako například jeho otec a předchůdce Ibrahim I.

erb rodu

V počátcích jeho vlády došlo ke krátkodobému opětovnému vzedmutí moci Osmanské říše vedené především velkovezírem Mehmedem Köprülem a jeho synem Fazılem Ahmetem. Podařilo se jim stabilizovat ekonomiku říše a také ovládnout ostrovy v Egejském moři a také obsadit Krétu. Dále podnikli několik úspěšných vojenských tažení do Transylvánie a Polska, málem ovládli velkou část Podolí a Ukrajiny. V té době vznikla legenda o odpovědi záporožských kozáků tomuto sultánovi, proslulá zejména díky slavnému obrazu Ilji Repina.

## Druhá etapa a sesazení
Další velkovezír Kara Mustafa nebyl již tak zdaleka úspěšný. Pokusil se využít povstání uherského knížete Imricha Tökölyho proti rakouské nadvládě, sestavil obrovskou armádu a přes Uhry zaútočil v roce 1683 na Vídeň, kterou oblehl a zahájil bitvu o Vídeň. Po několikaměsíčním obležení však na osmanská vojska zaútočila spojená vojska Polska a Svaté aliance vedená polským králem Janem III. Sobieskim a Osmany úplně rozdrtila. Po sérii dalších porážek se museli Turci v roce 1686 úplně stáhnout z Uherska – jejich vojenská moc ve střední Evropě definitivně zanikla.
V roce 1687 byl Mehmed IV. ze sultánského trůnu sesazen janičáry. Zbytek svého života prožil v domácím vězení v paláci Topkapi.
Někdy je uváděn také s přezdívkou „Lovec“ podle své velké záliby, které věnoval spoustu svého času.

## Rodina

### Konkubíny
Mehmed měl dvě konkubíny:
1. Emetullah Rabia Gülnuş Sultan, matka dvou následujících sultánů
2. Afife Kadın

### Synové
- sultán Mustafa II. (vládl v letech 1695–1703)
- sultán Ahmed III. (vládl v letech 1703–1730)
- Şehzade Bayezid (15. prosince – 18. prosince 1678), matkou byla taktéž Emetullah, zemřel ale 3 dny po porodu

### Dcery
- Hatice Sultan (1668 – 5. července 1743), byla dcerou Emetullah
- Fatma Sultan (1672 – 5. prosince 1700), byla dcerou Emetullah, provdala se za velkovezíra Kara Mustafu Pašu
- Ümmi Sultan (? – 21. prosince 1700), zemřela na neštovice